# Doble concierto
Un doble concierto es un tipo de concierto en música clásica o barroca en el que dos solistas se enfrentan a la orquesta. Es interesante el hecho de que ambos solistas sostienen un diálogo tanto entre sí como con la orquesta.
Los primeros ejemplos de doble concierto se encuentran en la música barroca, desarrollados a partir del trío sonata y del Concerto grosso: los hay por ejemplo de Vivaldi o de Bach.
Hay compositores que han aportado al género sus conciertos dobles como: Toru Takemitsu , Antón García Abril, David del Puerto y Sofiya Gubaidúlina.